# Флоріан Іллієс
Флоріан Іллієс (нім. Florian Illies ; нар. 4 травня 1971) — німецький публіцист, письменник, автор бестселера «1913. Літо століття» (1913: Der Sommer des Jahrhunderts. — 2012), перекладеного кількома мовами.

## Біографія
Флоріан Іллієс — молодший із чотирьох дітей біолога Йоахіма Іллієса та його дружини Гельгі. Вивчав історію мистецтва та сучасну історію в Бонні та Оксфорді, працював редактором розділів культури кількох великих німецьких газет та журналів, таких як Frankfurter Allgemeine Zeitung та Die Zeit. Засновник художнього журналу Monopol, автор бестселера « Покоління Golf» (Generation Golf, 2000) — сповненого самоіронії портрета європейської молоді 1980-х років. У 2011 році Іллієс став партнером берлінського аукціонного дому Villa Grisebach. У січні 2019 року вступив на посаду керівного директора видавництва Rowohlt Verlag.

## «Літо століття»
Найбільшу популярність Іллієсу принесла його книга " 1913. Літо століття ", написана в жанрі літературного монтажу ; критики також відзначали подібність «1913» з газетним репортажем. Книга є помісячною хронікою 1913 року, де описуються події в житті історичних діячів і діячів культури. У 2021 році автор опублікував «Кохання в епоху ненависті», написану в тому самому жанрі, як своєрідне продовження.

## Основні публікації
- Generation Golf. Eine Inspektion . 13. Aufl. S. Fischer, Frankfurt am Main 2011, ISBN 978-3-596-15065-6 (Erstauflage 2000).
- 1913: Der Sommer des Jahrhunderts. S. Fischer, Frankfurt am Main 2012, ISBN 978-3-10-036801-0,
- Gerade war der Himmel noch blau: Text zur Kunst, S. Fischer, Frankfurt am Main 2017, ISBN 978-3-10-397251-1,
- 1913. Was ich unbedingt noch erzählen wollte. S. Fischer, Frankfurt am Main 2018, ISBN 978-3-10-397360-0.
- Liebe у Zeiten des Hasses. Chronik eines Gefühls 1929—1939. S. Fischer, Frankfurt am Main 2021, ISBN 978-3-10-397073-9
- Zauber der Stille. Caspar David Friedrichs Reise durch die Zeiten S. Fischer, Frankfurt am Main 2023, ISBN 978-3-10-397252-8